# Капитанис, Костас
Костас Капитанис (греч. Κώστας Καπιτανής; род. 21 мая 1964, Ларнака) — кипрский футбольный судья.

## Биография
Арбитр ФИФА с 1996 года. Помимо работы в Чемпионате Кипра по футболу, привлекался к матчам чемпионата Греции и Украины. Был главным судьёй матча за Суперкубок Греции 2007.
Также работал на матчах отборочных и финальных стадий Лиги Европы и Лиги чемпионов УЕФА. На групповом этапе Лиги чемпионов провёл 1 матч — 10 декабря 2008 года отсудил встречу между итальянским «Ювентусом» и белорусским БАТЭ (0:0), в которой показал 5 жёлтых карточек и назначил пенальти на 53-й минуте, который однако не был реализован.
Дебютировал на международном уровне 20 февраля 1996 года в товарищеском матче между сборными Кипра и Эстонии. Был участником трёх разных отборочных турниров чемпионатов Европы и трёх чемпионатов мира. Всего в матчах между сборными категории «А» провёл 29 матчей и является лидером по этому показателю среди кипрских судей. Также он был участником чемпионата Европы (U-16) 1996 года, чемпионата Европы (U-18) 1999 года, где отсудил финальный матч между Португалией и Италией (1:0), и чемпионата мира среди юношеских команд 1999.
Имел репутацию сурового судьи. Однажды в матче между молодёжными сборными Польши и Украины удалил четырёх игроков украинской команды, причём трёх из них прямыми красными.
Завершил карьеру в 2009 году.